# Fritz Charles Bruun-Rasmussen

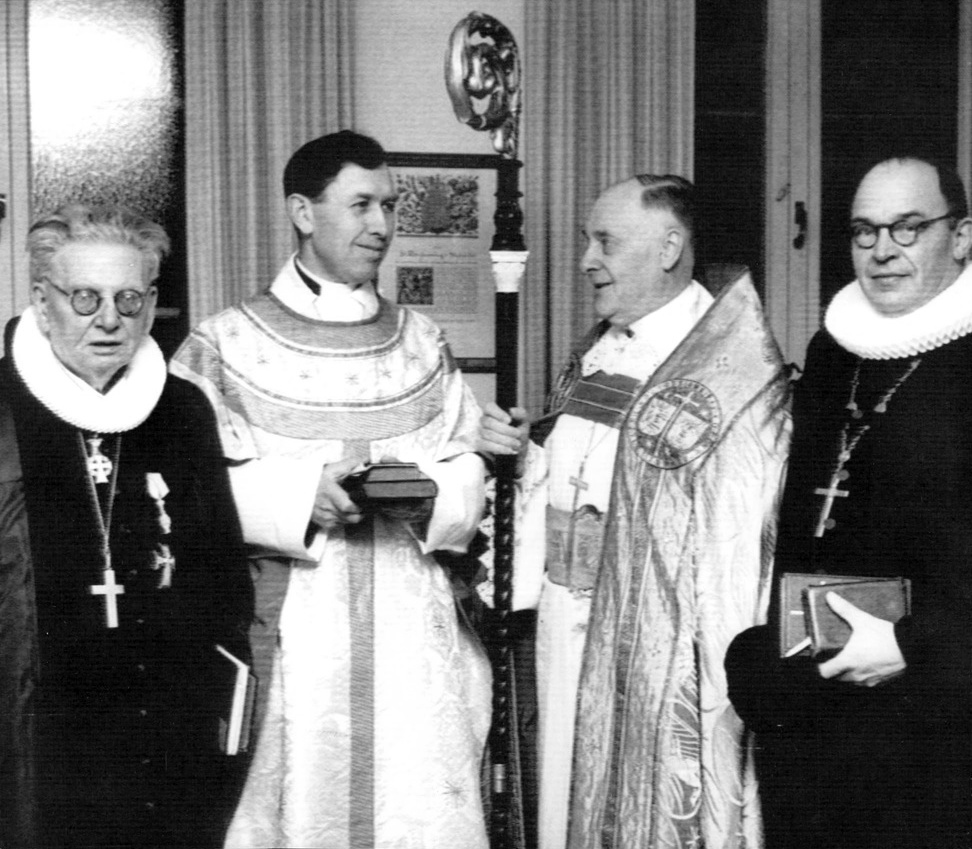
Bruun-Rasmussen, längst till vänster, vid invigningen av Herman Schlyter som ny kyrkoherde i Malmö S:t Petri församling.

Fritz Charles Bruun-Rasmussen, född 6 maj 1870 och död 10 mars 1964, var en dansk politiker och biskop.
Bruun-Rasmussen tog en teologie kandidatexamen 1893, och blev efter att ha haft olika prästerliga sysslor i Hilleröd, Nykøbing och Roskilde, stiftsprost i Aarhus 1922. År 1920 invaldes Bruun-Rasmussen som medlem av Folketinget, och anslöt sig där till Venstre. Han var kyrkominister under Madsen-Mygdals ministär 1926–1929. 1931–1940 var han biskop i Århus stift.